# 最終宣告
「最終宣告」（さいしゅうせんこく）は、まふまふの3作目の配信限定シングル。2020年4月1日に配信開始。

## 概要
- 前作から2ヶ月も経たずにリリースされていて、まふまふのシングルでは前作との間隔が最も短い。
- 専門学校HALの2020年度テレビCMに起用されていて、書き下ろしである[3]。
- また、この曲についてまふまふは、「若い方ほど刹那的に生きがちかと思います。本心と向き合い、たった一度きりの人生を謳歌して欲しいと本楽曲を書かせていただきました。[3][4]」とコメントしている。